# Andersey Island
Andersey Island ist eine Insel in der Themse flussaufwärts des Culham Lock bei Abingdon in Oxfordshire.
Die Insel ist durch eine Umleitung des Flusses zwischen dem Hauptstrom und dem heutigen Nebenarm des Swift Ditch entstanden. Der Swift Ditch war der Hauptarm des Flusses, bis dieser in der Richtung von Abingdon umgelegt wurde und so die Insel entstand. Mit 1,10 km² ist die Insel eine der größten in der Themse.
Die Insel war der Ort eines königlichen Anwesens seit der Zeit der Angelsachsen, das von Wilhelm I. übernommen wurde. Um das Jahr 1100 wurde der Besitz an den Abt von Abingdon übertragen und zerfiel danach. Die Insel ist zum größten Teil offene Grünfläche, es gibt aber auch einen Fußballverein, einen Cricketverein und verschiedene andere Gebäude auf der Insel.